# Jamal Fakir

a Compétitions nationales et continentales officielles uniquement.

b Matchs officiels uniquement.
Jamal Fakir, né le 30 août 1982 à Fès au Maroc, est un joueur de rugby à XIII français d'origine marocaine devenu entraîneur. Il joue depuis 2006 sous les couleurs des Dragons Catalans en Super League. Courtisé par le club de rugby à XV Castres olympique, il reste fidèle au rugby à XIII et effectue la majeure partie de sa carrière professionnelle aux Dragons basés à Perpignan. Ses qualités l'amènent en équipe de France avec laquelle il dispute les Coupes du monde 2008 et 2013.

## Biographie
Formé dans le club de Villeneuve-sur-lot, il signe en 2004 pour l'UTC où il jouera la Super League à partir de 2006. Joueur spectaculaire en raison de ces placages rudes et sa grande force de perforation, il ne fut pas épargné par les blessures durant sa jeune carrière.
En 2010, lors d'une saison catastrophique des Dragons Catalans, où ils finiront derniers de la Super League XIII, Jamal Fakir est approché par le Castres olympique, désireux de le faire jouer en tant que 3/4 centre en Top 14. Malgré de bonnes performances en fin de saison avec les Dragons, Castres tarde à le faire signer. Jamal Fakir finira finalement par prolonger son contrat avec les Dragons Catalans jusqu'en 2013, en expliquant « qu'il n'avait pas besoin de plus d'argent pour être heureux, et qu'il se plaisait à Perpignan. Je ne me sentais pas chez moi à Castres ».
Il se reconvertit au poste d'entraîneur à la suite de sa carrière et prend en main Lézignan en 2017. Pour sa première expérience, il atteint avec le club les demi-finales du Championnat de France et de la Coupe de France. Malgré cela, Lézignan décide de se séparer de lui à l'issue de la saison.
Il exerce actuellement la profession de caviste dans la commune de Laroque-des-Albères. 

## Palmarès
- Collectif :
  - Vainqueur de la Coupe d'Europe des nations : 2005 (France).
  - Vainqueur du Championnat de France : 2001, 2002, 2003 (Villeneuve-sur-Lot ) et 2005 (Union Treiziste Catalane).
  - Vainqueur de la Coupe de France : 2005 (Union Treiziste Catalane).

- - Finaliste de la Challenge Cup : 2007 (Dragons Catalans).
  - Finaliste du Championnat de France : 2017 (Lézignan).
  - Finaliste de la Coupe de France : 2017 (Lézignan).

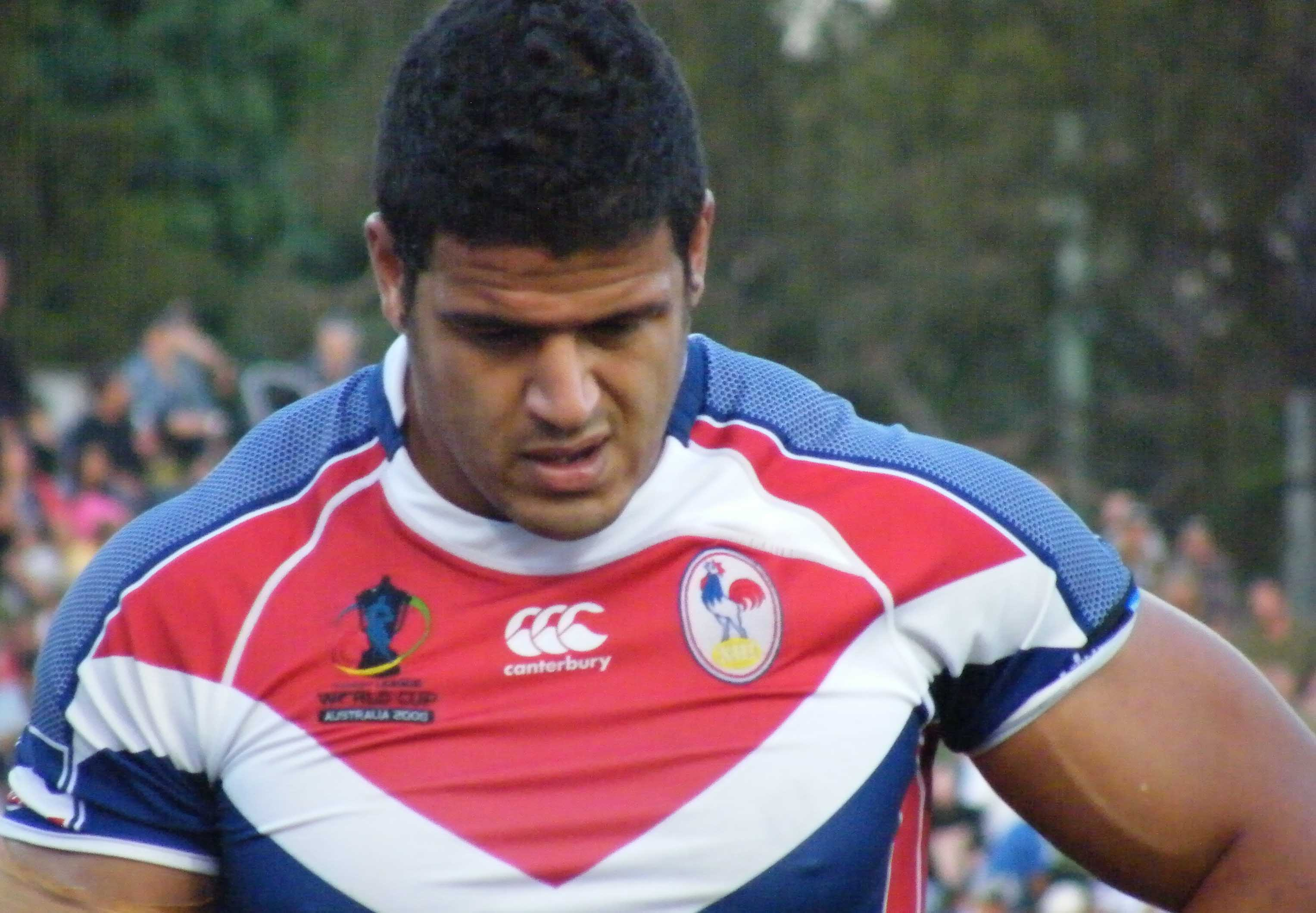

## Statistiques
| Saison    | Club                      | Compétition           | Matchs | Points | Essais | Transf. | Drops | Pénal. |
| --------- | ------------------------- | --------------------- | ------ | ------ | ------ | ------- | ----- | ------ |
| 2000-01   | Villeneuve-sur-Lot        | Championnat de France | ?      | -      | -      | -       | -     | -      |
| 2001-02   | Villeneuve-sur-Lot        | Championnat de France | ?      | -      | -      | -       | -     | -      |
| 2002-03   | Villeneuve-sur-Lot        | Championnat de France | ?      | -      | -      | -       | -     | -      |
| 2003-04   | Villeneuve-sur-Lot        | Championnat de France | ?      | -      | -      | -       | -     | -      |
| 2004-05   | Union Treiziste Catalane  | Championnat de France | ?      | -      | -      | -       | -     | -      |
| 2005-06   | Saint-Estève XIII catalan | Championnat de France | ?      | -      | -      | -       | -     | -      |
| 2005-06   | Dragons Catalans          | Super League          | 30     | 24     | 6      | -       | -     | -      |
| 2006-07   | Saint-Estève XIII catalan | Championnat de France | ?      | -      | -      | -       | -     | -      |
| 2006-07   | Dragons Catalans          | Super League          | 2      | -      | -      | -       | -     | -      |
| 2007-08   | Saint-Estève XIII catalan | Championnat de France | ?      | -      | -      | -       | -     | -      |
| 2007-08   | Dragons Catalans          | Super League          | 21     | 12     | 3      | -       | -     | -      |
| 2008-09   | Saint-Estève XIII catalan | Championnat de France | ?      | -      | -      | -       | -     | -      |
| 2008-09   | Dragons Catalans          | Super League          | 16     | 4      | 1      | -       | -     | -      |
| 2009-10   | Saint-Estève XIII catalan | Championnat de France | ?      | -      | -      | -       | -     | -      |
| 2009-10   | Dragons Catalans          | Super League          | 22     | 12     | 3      | -       | -     | -      |
| 2010-11   | Saint-Estève XIII catalan | Championnat de France | ?      | -      | -      | -       | -     | -      |
| 2010-11   | Dragons Catalans          | Super League          | 24     | -      | -      | -       | -     | -      |
| 2011-12   | Saint-Estève XIII catalan | Championnat de France | ?      | -      | -      | -       | -     | -      |
| 2011-12   | Dragons Catalans          | Super League          | 28     | 1      | 4      | -       | -     | -      |
| 2012-13   | Saint-Estève XIII catalan | Championnat de France | ?      | -      | -      | -       | -     | -      |
| 2012-13   | Dragons Catalans          | Super League          | 23     | 12     | 3      | -       | -     | -      |
| 2013-2014 | Bradford Bulls            | Super League          | 13     | 4      | 1      | -       | -     | -      |
| 2014-2015 | Lézignan                  | Championnat de France | 13     | 8      | 2      | -       | -     | -      |
| 2015-2016 | Lézignan                  | Championnat de France | 16     | 4      | 1      | -       | -     | -      |
| 2016-2017 | Lézignan                  | Championnat de France | 17     | 4      | 1      | -       | -     | -      |
| 2017-2018 | Lézignan                  | Championnat de France | -      | -      | -      | -       | -     | -      |
| 2018-2019 | Lézignan                  | Championnat de France | 12     | 4      | 1      | -       | -     | -      |
| 2019-2020 | Palau-del-Vidre           | Championnat de France | 6      | -      | -      | -       | -     | -      |